# Gesang der Jünglinge

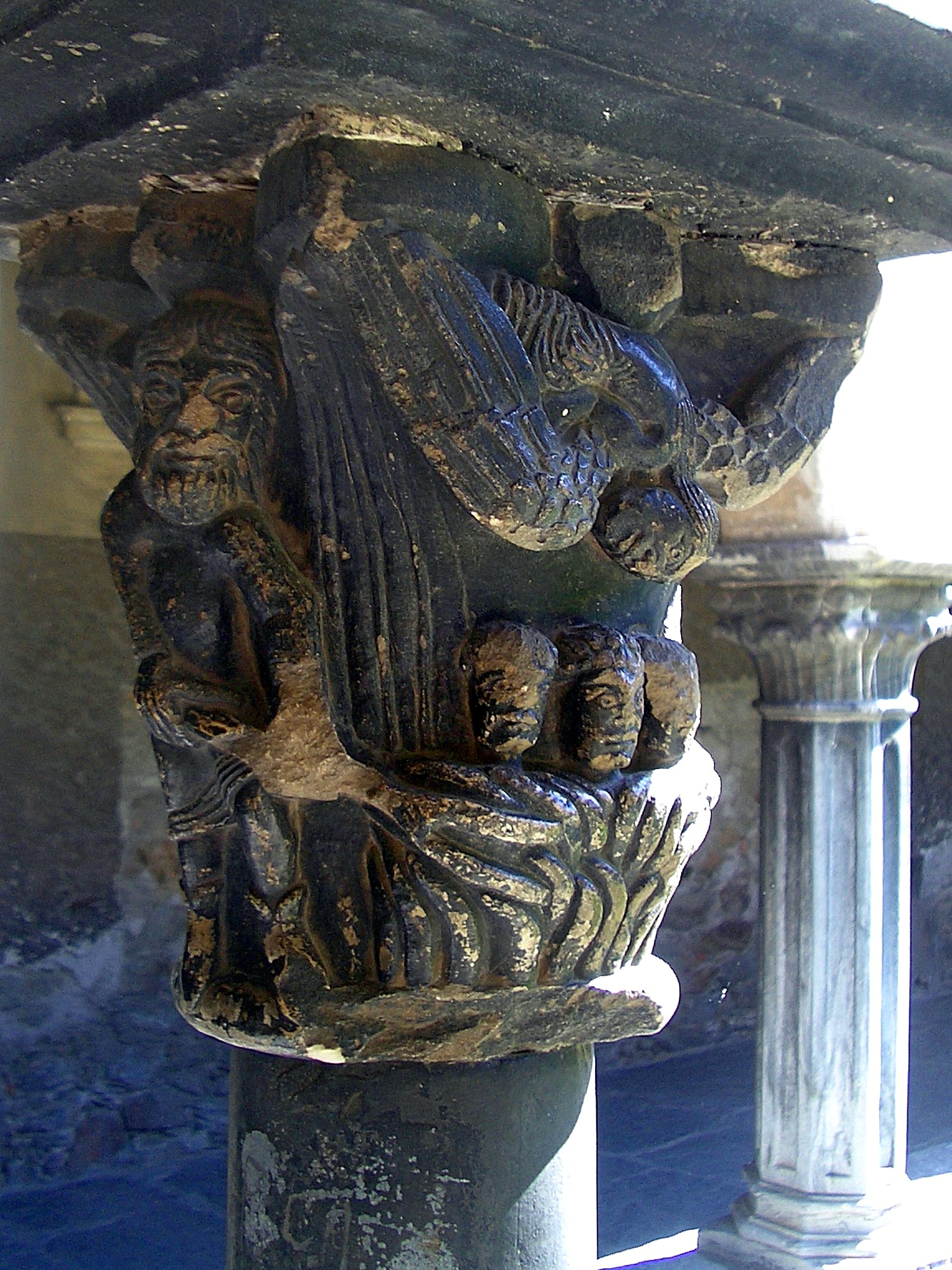
Sadrac, Mesac y Abednego, protegidos por el ángel (Aosta, claustro de la Collegiata di Sant'Orso,)

Gesang der Jünglinge ("Canto de los adolescentes", título completo Gesang der Jünglinge im Feuerofen o "Canción de los jóvenes en el horno") [cita requerida] es una pieza de música electrónica de Karlheinz Stockhausen. Se realizó entre 1955 y 1956 en el estudio Westdeutscher Rundfunk en Colonia y es la obra número 8 en el catálogo de obras del compositor. Las partes vocales fueron interpretadas por Josef Protschka, de 12 años. La duración de la pieza es de 13 minutos con 14 segundos. 
El trabajo, descrito habitualmente como "la primera obra maestra de la música electrónica" y "una obra, en el sentido más enfático del término", es significativa en el sentido de que integra perfectamente los sonidos electrónicos con la voz humana mediante la combinación de resonancias de voz con tono y creando sonidos de fonemas electrónicamente. De esta manera, por primera vez reunió con éxito los dos mundos opuestos del elektronische Musik alemán generados sólo electrónicamente y el francés musique concrète, que transforma las grabaciones de eventos acústicos. Gesang der Jünglinge también se destaca por el uso temprano de la espacialidad; originalmente estaba en sonido de cinco canales, que luego se redujo a solo cuatro canales (mezclado a monoaural y luego a estéreo para lanzamiento de grabación comercial). 

## Historia
En el otoño de 1954, Stockhausen concibió la idea de componer una misa para sonidos electrónicos y voces. Según su biógrafo oficial, Stockhausen consideró esta misa como una obra sagrada escrita por convicción personal, y le pidió a su mentor, el director del estudio electrónico WDR Herbert Eimert, que escribiera a la oficina diocesana del arzobispo de Colonia para obtener permiso para realizar el trabajo en la catedral de Colonia. Stockhausen estaba amargamente decepcionado cuando la solicitud fue rechazada debido a que los altavoces no tenían lugar en la iglesia. Aunque no hay dudas acerca de la ambición de Stockhausen de crear una misa electrónica, ni de que estaba frustrado por la falta de seguridad de que la iglesia sancionaría un lugar sagrado adecuado o un servicio de adoración, es igualmente cierto que "nunca hizo un pedido oficial al Vicariato General de la Arquidiócesis de Colonia y, por lo tanto, nunca podría haber recibido una respuesta oficial de ellos, cualquiera que sea el resultado". Además, no hay ninguna evidencia de que Eimert, que era protestante, haya abordado el tema incluso de manera informal con Johannes Overath, el funcionario responsable de la arquidiócesis de Colonia en ese momento (así como un miembro del Consejo de Radiodifusión del 2 de marzo de 1955), de modo que la versión de la historia presentada por Kurtz no puede sostenerse sobre la base de registros contemporáneos.

## Materiales y forma
Hay tres tipos básicos de material utilizado en la pieza: (1) tonos sinusoidales generados electrónicamente, (2) pulsos generados electrónicamente (clics) y (3) ruido blanco filtrado. A estos se agrega la voz grabada de un niño soprano, que incorpora elementos de los tres tipos: las vocales son espectros armónicos, que pueden concebirse como basados en tonos sinusoidales; las fricativas y las sibilantes son como ruidos filtrados; las consonantes oclusivas se parecen a los impulsos. Cada uno de estos puede estar compuesto a lo largo de una escala que va desde eventos discretos hasta "complejos" en masa estructurados estadísticamente. La última categoría aparece en la música electrónica de Stockhausen por primera vez en Gesang der Jünglinge, y se origina en el curso de los estudios que Stockhausen realizó entre 1954 y 1956 con Werner Meyer-Eppler en la Universidad de Bonn. 
El texto de Gesang der Jünglinge es de una historia bíblica en El libro de Daniel, donde Nabucodonosor arroja a Sadrac, Mesac y Abednego en un horno de fuego, pero milagrosamente están ilesos y comienzan a cantar alabanzas a Dios. Este texto se presenta en una escala cuidadosamente diseñada de siete grados de comprensión, una idea que también surgió de los seminarios de Werner Meyer-Eppler.

## Otras lecturas
- Bauer, Christian. 2008. Sacrificium intellectus: Das Opfer des Verstandes in der Kunst von Karlheinz Stockhausen, Botho Strauß und Anselm Kiefer. Munich: Wilhelm Fink Verlag. ISBN 978-3-7705-4596-4.
- Decroupet, Pascal. 1993. "Bilan intermédiaire: À propos de Gesang der Jünglinge de Karlheinz Stockhausen". Mitteilungen der Paul Sacher Stiftung, no. 6 (March): 23–25.
- Decroupet, Pascal. 1994. "Timbre Diversification in Serial Tape Music and Its Consequence on Form". Contemporary Music Review, 10, no. 2:13–23.
- Decroupet, Pascal. 1995. "Rätsel der Zahlenquadrate: Funktion und Permutation in der seriellen Musik von Boulez und Stockhausen". Positionen: Beiträge zur Neuen Musik, no. 23 (May): 25–29.
- Decroupet, Pascal. 1997. "Gravitationsfeld Gruppen: Zur Verschränkung der Werke Gesang der Jünglinge, Gruppen, und Zeitmasse und deren Auswirkung auf Stockhausens Musikdenken in der zweiten Hälfte der fünfziger Jahre". Musiktheorie 12, no. 1 (Analysieren und Hören neuer Musik, edited by Rainer Wehinger and Thomas Kabisch): 37–51.
- Decroupet, Pascal. 2012. "Le rôle des clés et algorithmes dans le décryptage analytique: L'exemple des musiques sérielles de Pierre Boulez, Karlheinz Stockhausen et Bernd Alois Zimmermann". Revue de Musicologie 98, no. 1:221–46.
- Decroupet, Pascal, and Elena Ungeheuer. 1993. "Son pur—bruit—médiations: Matières, matériaux et formes dans Gesang der Jünglinge de Karlheinz Stockhausen". Genesis 4:69–85.
- Frisius, Rudolf. 2008. Karlheinz Stockhausen II: Die Werke 1950–1977; Gespräch mit Karlheinz Stockhausen, "Es geht aufwärts". Mainz, London, Berlin, Madrid, New York, Paris, Prague, Tokyo, Toronto: Schott Musik International. ISBN 978-3-7957-0249-6.
- Goldberg, Albert. 1957. "The Sounding Board: Strange Music Heard at Monday Concert". Los Angeles Times (12 March): 27.
- Metzer, David. 2004. "The Paths from and to Abstraction in Stockhausen’s Gesang der Jünglinge". Modernism/Modernity 11, no. 4 (November): 695–721. doi 10.1353/mod.2005.0012
- Metzer, David Joel. 2009. Musical Modernism at the Turn of the Twenty-first Century. Music in the Twentieth Century 26. Cambridge and New York: Cambridge University Press. ISBN 978-0-521-51779-9.
- Plumb, Robert K. 1956. "Experts on Sound Pull New Strings: Congress on Acoustics Hears Electronic Music, Discusses Deceptive Tape Recording". New York Times (24 June): 80.
- Sangild, Torben. 2005. "Elektronisk avantgarde—Stockhausens Gesang der Jünglinge" In En tradition af opbrud: avantgardernes tradition og politik, edited by Tania Ørum, Marianne Ping Huang, and Charlotte Engberg, 192–202. Hellerup: Forlaget Spring. ISBN 87-90326-71-7.
- Schonberg, Harold C. 1956. "Splitting the Octave: I.S.C.M. Composer Believes He Can Break It Down into 42 Segments". New York Times (17 June): 105.
- Stockhausen, Karlheinz. 1998. "Elektronische Musik seit 1952". In his Texte zur Musik 8 (1984–1991: Dienstag aus Licht; Elektronische Musik), edited by Christoph von Blumröder, 399–504. Kürten: Stockhausen-Verlag. ISBN 3-00002131-0.
- Stockhausen, Karlheinz. 2009. Kompositorische Grundlagen Neuer Musik: Sechs Seminare für die Darmstädter Ferienkurse 1970, edited by Imke Misch. Kürten: Stockhausen-Stiftung für Musik. ISBN 978-3-00-027313-1.
- Toop, Richard. 1981. "Stockhausen's Electronic Works: Sketches and Worksheets from 1952-1967." Interface 10:149-97.
- Ungeheuer, Elena, and Pascal Decroupet. 1996. "Technik und Ästhetik der elektronischen Musik". In Musik und Technik: Fünf Kongreßbeiträge und vier Seminarberichte, edited by Rudolf Frisius and Helga de La Motte-Haber, 123–42. Veröffentlichungen des Instituts für Neue Musik und Musikerziehung Darmstadt 36. Mainz: Schott Musik International. ISBN 3-7957-1776-0.
- Ungeheuer, Elena, and Pascal Decroupet. 1998. "Materialen und Dramaturgie in Karlheinz Stockhausens Gesang der Jünglinge". Mitteilungen: Eine Publikation der Deutschen Gesellschaft für Elektroakustiche Musik DEGEM, no. 30 (September): 27–39.